# نیکوس دیپلاروس
نیکوس دیپلاروس (یونانی: Νικόλαος "Νίκος" Δίπλαρος؛ زادهٔ ۲۸ ژوئن ۱۹۹۷) بازیکن بسکتبال اهل یونان است.
وی در مسابقات کشوری و بین‌المللی در مجموع برندهٔ ۲ مدال طلا و ۱ مدال برنز شده‌است.